# Адам Кокошка
Адам Кокошка (пол. Adam Kokoszka, нар. 6 жовтня 1986, Андрихув) — польський футболіст, захисник клубу «Торпедо» (Москва).
Виступав, зокрема, за клуби «Вісла» (Краків) та «Емполі», а також національну збірну Польщі.
Чемпіон Польщі.

## Клубна кар'єра
Народився 6 жовтня 1986 року в місті Ґміна Андрихув. Вихованець юнацьких команд футбольних клубів «Вісла» (Краків) та «Бескид» (Андрихув).
У дорослому футболі дебютував 2005 року виступами за команду клубу «Вісла» (Краків), в якій провів три сезони, взявши участь у 21 матчі чемпіонату.
Своєю грою за цю команду привернув увагу представників тренерського штабу клубу «Емполі», до складу якого приєднався 2008 року. Клуб заплатив за перехід гравця 400 000 євро. Відіграв за команду з Емполі наступні три сезони своєї ігрової кар'єри.
Згодом з 2011 по 2014 рік грав у складі команд клубів «Полонія» та «Шльонськ».
До складу клубу «Торпедо» (Москва) приєднався 2014 року. Відтоді встиг відіграти за московських торпедівців 1 матч в національному чемпіонаті.

## Виступи за збірні
2009 року залучався до складу молодіжної збірної Польщі. На молодіжному рівні зіграв в одному офіційному матчі.
2006 року дебютував в офіційних матчах у складі національної збірної Польщі. Наразі провів у формі головної команди країни 11 матчів, забивши 2 голи.
У складі збірної був учасником чемпіонату Європи 2008 року в Австрії та Швейцарії.

## Статистика виступів

### Статистика клубних виступів
| Сезон                    | Команда                  | Чемпіонат                | Чемпіонат | Чемпіонат | Національний кубок | Національний кубок | Національний кубок | Континентальні кубки | Континентальні кубки | Континентальні кубки | Інші змагання | Інші змагання | Інші змагання | Усього | Усього |
| Сезон                    | Команда                  | Ліга                     | Ігор      | Голів     | Ліга               | Ігор               | Голів              | Ліга                 | Ігор                 | Голів                | Ліга          | Ігор          | Голів         | Ігор   | Голів  |
| ------------------------ | ------------------------ | ------------------------ | --------- | --------- | ------------------ | ------------------ | ------------------ | -------------------- | -------------------- | -------------------- | ------------- | ------------- | ------------- | ------ | ------ |
| 2005–06                  | «Вісла» (Краків)         | ЕК                       | 0         | 0         | КП                 | ?                  | ?                  | -                    | -                    | -                    | -             | -             | -             | 0+     | 0+     |
| 2006–07                  | «Вісла» (Краків)         | EK                       | 11        | 0         | КП                 | ?                  | ?                  | КУЄФА                | 2                    | 0                    | -             | -             | -             | 13+    | 0+     |
| 2007–08                  | «Вісла» (Краків)         | EK                       | 10        | 1         | КП                 | 3                  | 0                  | -                    | -                    | -                    | -             | -             | -             | 13     | 1      |
| Усього Вісла (Краків)    | Усього Вісла (Краків)    | Усього Вісла (Краків)    | 21        | 1         |                    | 3+                 | 0+                 |                      | 2                    | 0                    |               |               |               | 26+    | 1+     |
| 2008–09                  | «Емполі»                 | B                        | 20+1      | 0         | КІ                 | 1                  | 0                  | -                    | -                    | -                    | -             | -             | -             | 22     | 0      |
| 2009–10                  | «Емполі»                 | B                        | 22        | 0         | КІ                 | 2                  | 0                  | -                    | -                    | -                    | -             | -             | -             | 24     | 0      |
| 2010-11                  | «Емполі»                 | B                        | 1         | 0         | КІ                 | 1                  | 0                  | -                    | -                    | -                    | -             | -             | -             | 2      | 0      |
| Усього Емполі            | Усього Емполі            | Усього Емполі            | 43+1      | 0         |                    | 4                  | 0                  |                      |                      |                      |               |               |               | 48     | 0      |
| 2010-11                  | «Полонія»                | EK                       | 11        | 0         | КП                 | 1                  | 1                  | -                    | -                    | -                    | -             | -             | -             | 12     | 1      |
| 2011–12                  | «Полонія»                | EK                       | 16        | 0         | КП                 | 1                  | 0                  | -                    | -                    | -                    | -             | -             | -             | 17     | 0      |
| 2012-13                  | «Полонія»                | EK                       | 11        | 0         | КП                 | 2                  | 0                  | -                    | -                    | -                    | -             | -             | -             | 13     | 0      |
| Усього Полонія (Варшава) | Усього Полонія (Варшава) | Усього Полонія (Варшава) | 38        | 0         |                    | 4                  | 1                  |                      |                      |                      |               |               |               | 42     | 1      |
| 2012-13                  | «Шльонськ»               | EK                       | 12        | 1         | КП                 | 4                  | 0                  | -                    | -                    | -                    | -             | -             | -             | 16     | 1      |
| 2013–14                  | «Шльонськ»               | EK                       | 31        | 1         | КП                 | 0                  | 0                  | ЛЄ                   | 6                    | 0                    | -             | -             | -             | 37     | 1      |
| Усього Шльонск (Вроцлав) | Усього Шльонск (Вроцлав) | Усього Шльонск (Вроцлав) | 43        | 2         |                    | 4                  | 0                  |                      | 6                    | 0                    |               |               |               | 53     | 2      |
| Усього за кар'єру        | Усього за кар'єру        | Усього за кар'єру        | 145+1     | 3         |                    | 15                 | 1                  |                      | 8                    | 0                    |               |               |               | 169+   | 4+     |

### Статистика виступів за збірну
| Дата       | Місто                      | Господарі | Результат | Гості                | Турнір             | Голи | Примітки |
| ---------- | -------------------------- | --------- | --------- | -------------------- | ------------------ | ---- | -------- |
| 6-12-2006  | Об'єднані Арабські Емірати | ОАЕ       | 2 – 5     | Польща               | товариський матч   | -    |          |
| 2-12-2007  | Іспанія                    | Польща    | 4 – 0     | Естонія              | товариський матч   | 1    |          |
| 15-12-2007 | Анталья                    | Польща    | 1 – 0     | Боснія і Герцеговина | товариський матч   | -    |          |
| 2-2-2008   | Пафос (місто)              | Польща    | 1 – 0     | Фінляндія            | товариський матч   | 1    |          |
| 27-2-2008  | Ґміна Вронкі               | Польща    | 2 – 0     | Естонія              | товариський матч   | -    |          |
| 26-5-2008  | Німеччина                  | Польща    | 1 – 1     | Північна Македонія   | товариський матч   | -    |          |
| 27-5-2008  | Німеччина                  | Албанія   | 0 – 1     | Польща               | товариський матч   | -    |          |
| 16-6-2008  | Клагенфурт                 | Польща    | 0 – 1     | Хорватія             | ЧЄ 2008 - 1-й етап | -    |          |
| 20-8-2008  | Львів                      | Україна   | 1 – 0     | Польща               | товариський матч   | -    |          |
| Усього     |                            | Матчів    | 9         |                      | Голів              | 2    |          |

## Титули і досягнення
Чемпіон Польщі (1): «Вісла» (Краків) — 2007–08